# Toma (artiste)
Pour les articles homonymes, voir Toma.
Toma, né en août 1979, est un auteur-compositeur-interprète français. Précédemment connu sous le nom de Mr Toma, il a sorti plusieurs albums, d'abord dans le genre reggae puis variété française. 

## Biographie
Toma est né le 2 août 1979 sous X, adopté à trois mois. 
Musicien, autodidacte, Toma trouve très vite refuge dans la musique, en passant du rap avec NTM, au reggae et quelque temps après à la chanson française. 
Auteur, compositeur, interprète ayant travaillé avec les plus grands artistes en passant du milieu urbain à la variété française : Florent Pagny, Kery James, Kendji Girac, TikenJahFakoly, Vegedream...
Il fait ses débuts dans un groupe de rap : "Larmes Lyricales". Par la suite en 2004, il apparaît sur la compilation Dis l'heure de Ragga avec "Plus Loin". Il enchaîne avec plusieurs premières partie notamment celle de Diam's à l'époque de l'album Dans ma bulle. 

## Carrière musicale
Il commence en tant que chanteur de dancehall pop sous le nom de Mr Toma. Ses influences sont nées de ses rencontres avec les rappeurs ou les chanteurs de reggae qu’il a fréquentés, mais aussi dans les disques de Johnny Cash ou les chansons d’Alain Souchon.
Ses premières chansons sont imprégnées du style reggae mais il change ensuite complètement pour passer à la variété et chanson française.
La contestation est bien souvent au cœur de ses chansons, dans la plus pure tradition du rap ou de la chanson française de Renaud, Georges Brassens ou encore NTM. La guitare est son instrument de prédilection.
Il apparaît également sur plusieurs compilations (Dis l'heure 2 ragga) et albums d'autres artistes, principalement du milieu rap (Dragon Davy, Joey Starr, Kery James, Mac Tyer, Neg'marrons, etc.).
En 2007, il sort son premier album " Identité " avec notamment un morceau du même nom : le thème, sa naissance sous X, abandonné à trois mois, Toma s'adresse à sa génitrice « Rend moi mon identité, dit moi comment je suis né toi qui m'a porter tu m'as laissé tomber ». Kery James participe à cet album sur le morceau Ouvrir ton cœur.
Durant l'automne 2012, Toma se produit en première partie de Johnny Hallyday,.
En 2013, il sort un second album Chez moi, un morceau Les Bâtisseurs de France connaît un certain succès. Après cet album, Toma fait face à une dépression, il reste absent du paysage musical pendant sept ans ; pendant cette période, il écrit pour plusieurs artistes, Florent Pagny notamment. 
En 2016 il apparaît à nouveau avec Kery James sur l'album "Mouhammad Alix" avec le single "Rue de la peine".
Toma revient en 2019 avec Hypersensible dans une collaboration avec le rappeur Dosseh.
Après avoir annoncé son retour, il enchaîne avec quatre autres morceaux dont Comment on s'aime , un titre sur le thème de l'amour au sens large du terme. Ainsi qu'une participation avec Chilla sur Pas Volé accompagné d'un clip tourné aux États-Unis à New York et deux morceaux solo Vrai Frérot et Toute seule.   
Avant la sortie de l'album, Toma dévoile une dernière participation avec le rappeur Hatik, apparu dernièrement dans la série Validé scénarisé par Franck Gastambide. La Dalle est un morceau où Toma rappelle :  « Tu connais mon CV je suis là depuis l'époque du CD, j'ai fait de la route j'ai pas serré kilométrage illimité ».
En novembre 2020, Toma sort son 3e album , Hypersensible de 12 titres, Rémi Tobal a.k.a Medeline a composé l'album entier excepté un morceau. On y retrouve des influences urbaines, de chansons françaises, et de reggae sur le morceau Travailler.  
L'artiste a réuni toutes ses influences pour créer son propre style musical sans oublier son instrument de prédilection la guitare, on retrouve d'ailleurs dans l'album deux versions acoustiques des morceaux Toute seule et Hypersensible. 
Toma enregistre Les bâtisseurs de France avec comme musiciens : Régis Cécarelli à la batterie, Laurent Vernerey à la basse et l’Orchestre national de Paris en fond sonore. Benjamin Constant, réalisateur du tube Fire on the mountain d’Asa, complète l'équipe.
Son single intitulé Dans mes yeux est produit par Felipe Saldivia (Christophe Mae).

## Discographie
- Compilation Chief Rockers - "Plus Haut"  avec Manu (Baobab), Brahim, Toma, Abib (Kaliman) (2004 - CO2 Records) [9]
- Identité (2006)
- EP (2010 - AZ / Universal Music)
- Non, Non, Non (2010 - AZ / Universal Music)
- Les bâtisseurs de France (2011 - AZ / Universal Music)
- Dans mes yeux (2012 - AZ / Universal Music)
- Chez Moi (2013 - Capitol Music France / Universal Music)
- Bâtisseurs de France (Play Two / Sous X Entertainment )
- Hypersensible (2020 - Play Two / Sous X Entertainment )
- La dalle (2020 - Play Two / Sous X Entertainment )
- Pas Volé feat Chilla (2020 - Play Two / Sous X Entertainment )
- Vrai frérot (Play Two / Sous X Entertainment )
- Travailler (Play Two / Sous X Entertainment )